# Sangean
Sangean Electronics, Inc. (en chino tradicional, 山進電子; pinyin, Shān Jìn diànzi) es una empresa taiwanesa de electrónica especializada en radios.

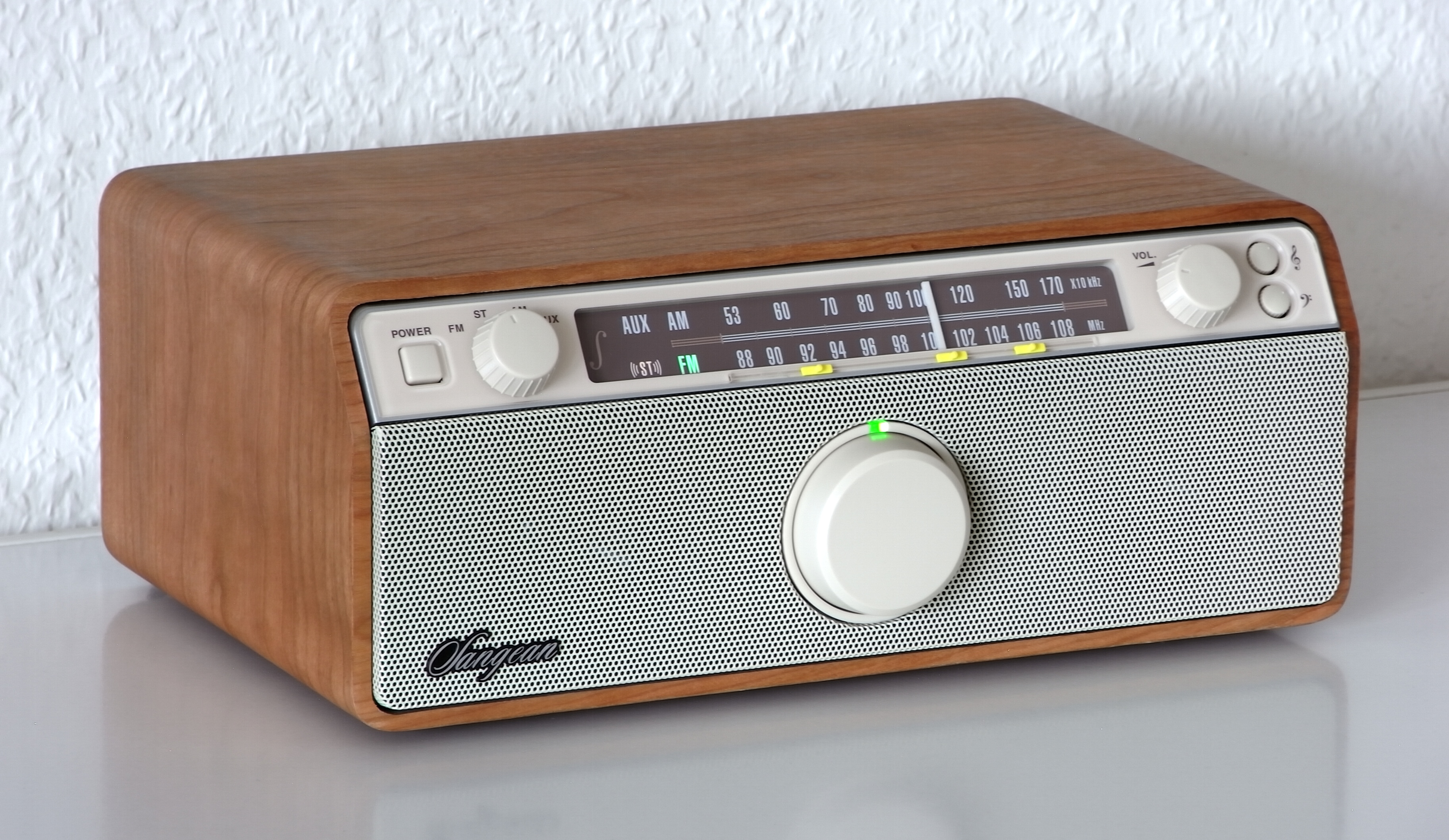
Sangean WR-12.

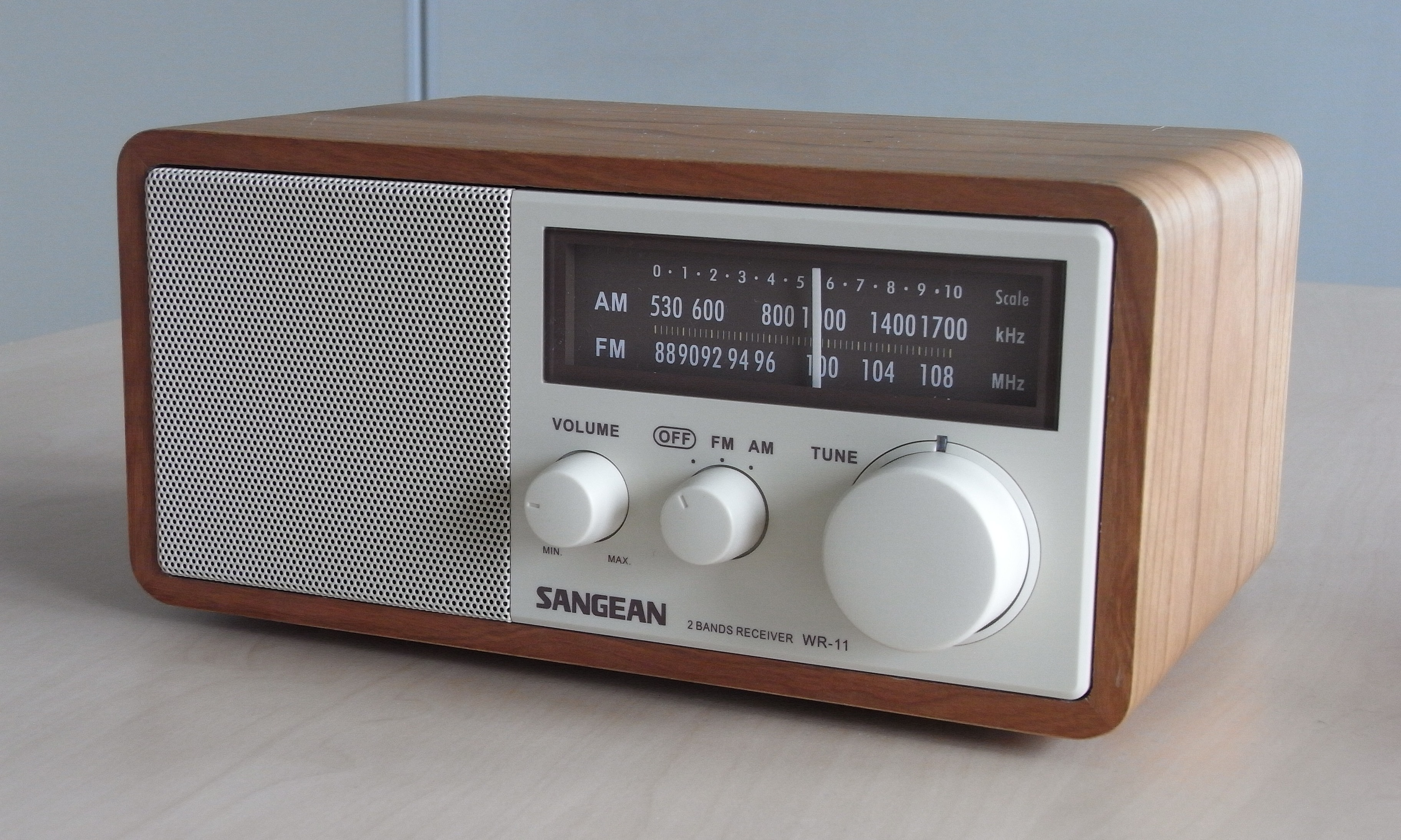
Sangean WR-11.

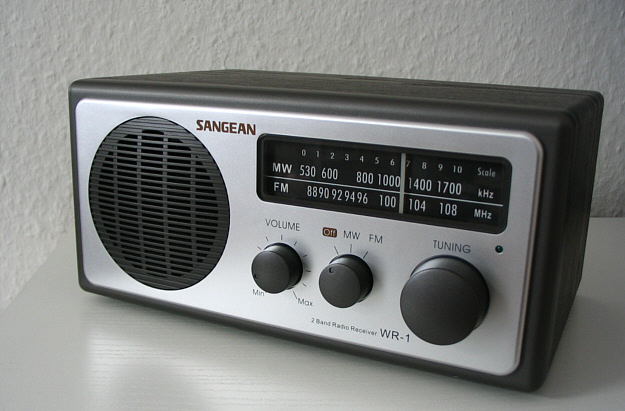
Sangean WR-1.

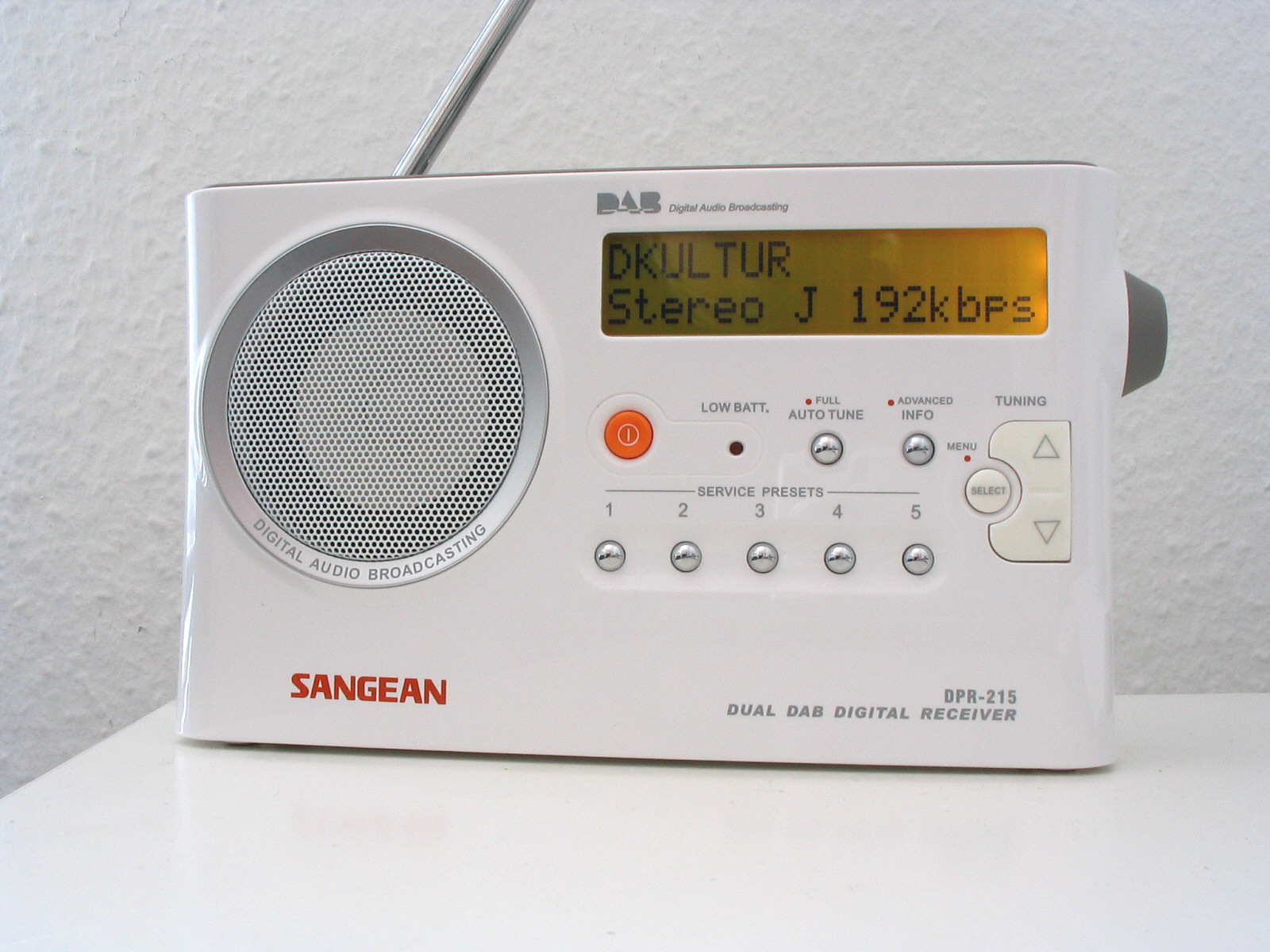
Sangean DPR-215.

## Historia
Sangean fue fundada en 1974 y tiene su sede principal en Zhonghe, Taipei County, Taiwán, con una fábrica situada en Dongguan, China. Desde entonces produce receptores, sintonizadores y otros productos para empresas tales como Siemens, Panasonic, Braun, Grundig y Brigmton entre otras. Luego comenzó a comercializar productos bajo su propio nombre, especializándose en radios multibanda, radios DAB+ y receptores DRM.
Hoy en día Sangean está presente en más de 100 países y en 6 de los 7 continentes, cubriendo el 70% del comercio global. La compañía ha marcado su reputación en todo el mundo especialmente en receptores transcontinentales.
La empresa comenzó con una fábrica en Taiwán y 5 trabajadores, que con el paso del tiempo han llegado a ser 5000 empleados tras la inauguración de una nueva fábrica en Japón. De un solo producto pasaron a más de 1000 productos diferentes, de los cuales se han vendido más de 1000 millones de unidades de diferentes productos en todo el planeta.
Sangean ha fabricado millones de sus más de 500 modelos de radio, siendo galardonada con varios premios de la industria electrónica por sus productos.
Uno de sus receptores transcontinentales más populares es el ATS-909, compitiendo en el mercado con el Sony ICF-SW7600GR y con el Grundig YB400PE, habiéndose publicado incluso análisis comparativos de estos aparatos.